# Psammogorgia nodosa
Psammogorgia nodosa is een zachte koraalsoort uit de familie Plexauridae. De koraalsoort komt uit het geslacht Psammogorgia. Psammogorgia nodosa werd in 1919 voor het eerst wetenschappelijk beschreven door Kükenthal. 